# الطقس تحت الأرض
منظمة الطقس تحت الأرض (بالإنجليزية: The Weather Underground Organization (WUO)) والمعروفة باسم الطقس تحت الأرض (بالإنجليزية: Weather Underground)؛ كانت جماعة إرهابية محلية يسارية متطرفة  نشطت في أواخر الستينيات والسبعينيات، تأسست في حرم آن أربور بجامعة ميشيغان. تسمى في الأصل الارصاد الجوية ، وأصبحت المجموعة معروفة بالعامية باسم الارصاد الجوية . تم تنظيم Weatherman في عام 1969 كفصيل من الطلاب من أجل مجتمع ديمقراطي (SDS)  مؤلف في معظمه لقيادة المكتب الوطني لـ SDS وأنصارهم. كان هدفهم السياسي، المذكور في المطبوعة بعد عام 1974، هو إنشاء حزب ثوري للإطاحة بالإمبريالية الأمريكية.
مع المواقف الثورية التي تتميز بالقوة السوداء والمعارضة لحرب فيتنام،  قامت المجموعة بحملة من التفجيرات حتى منتصف السبعينيات وشاركت في أعمال مثل الهروب من السجن تيموثي ليري في عام 1970. كانت «أيام الغضب»، أول مظاهرة علنية في 8 أكتوبر 1969، أعمال شغب في شيكاغو تم توقيتها لتتزامن مع محاكمة شيكاغو سفن. في عام 1970 أصدرت المجموعة «إعلان حالة الحرب» ضد حكومة الولايات المتحدة، تحت اسم «منظمة الطقس تحت الأرض».
استهدفت حملة القصف المباني الحكومية، إلى جانب العديد من البنوك. ذكرت المجموعة أن حكومة الولايات المتحدة كانت تستغل الدول الأخرى عن طريق شن الحرب كوسيلة لترسيخ أمريكا كدولة أكبر. وسبق بعض الهجمات تحذيرات الإخلاء، إلى جانب التهديدات التي تحدد المسألة الخاصة التي كان الغرض من الهجوم الاحتجاج عليها. قُتل ثلاثة من أعضاء المجموعة في انفجار منزل قرية غرينتش العرضي، لكن لم يُقتل أي مدني في أي من الهجمات الإرهابية.
فيما يتعلق بتفجير مبنى الكابيتول الأمريكي في 1 مارس 1971، أصدروا بيانًا يقول فيه إنه «احتجاجًا على الغزو الأمريكي لاوس». لقصف البنتاغون في 19 مايو 1972، ذكروا أنه كان «انتقاما من غارة القصف الأمريكي في هانوي». فيما يتعلق بقصف مبنى وزارة الخارجية بالولايات المتحدة في 29 يناير 1975، صرحوا بأنه «استجابة للتصعيد في فيتنام».
نشأ ال الارصاد الجوية من فصيل حركة الشباب الثوري (RYM) من SDS. استغرق اسمها من أغنية بوب ديلان الغنائية، «أنت لست بحاجة إلى عالم جوي لمعرفة أي طريقة تهب الرياح»، من أغنية " Subterranean Homesick Blues " (1965). كان عنوان كتاب المواقف الذي وزعوه في مؤتمر SDS في شيكاغو في 18 يونيو 1969 «لا تحتاج إلى عالم جوي لمعرفة أي اتجاه تهب الرياح». دعت هذه الوثيقة التأسيسية إلى «قوة قتالية بيضاء» للتحالف مع «حركة التحرير السوداء» وغيرها من الحركات الراديكالية  لتحقيق «تدمير الإمبريالية الأمريكية وتحقيق عالم بلا طبقات: الشيوعية العالمية».
بدأت الارصاد الجوية في التفكك بعد أن توصلت الولايات المتحدة إلى اتفاق سلام في فيتنام في عام 1973،  وبعد ذلك تراجع اليسار الجديد في التأثير. بحلول عام 1977، كانت المنظمة قد انتهت.

## الخلفية والتكوين
برزت جماعة Weathermen من المعارضة القائمة على الحرم الجامعي لمشاركة الولايات المتحدة في حرب فيتنام ومن حركة الحقوق المدنية في الستينيات. كان أحد العوامل التي ساهمت في تطرف أعضاء SDS هو مشروع البحث الاقتصادي والعمل الذي قامت به SDS في الأحياء الحضرية الشمالية من 1963 إلى 1968. كان هذا المشروع يهدف إلى خلق حركة بين الأعراق للفقراء من شأنها أن تعبئ من أجل التوظيف الكامل والعادل أو ضمان الدخل السنوي والحقوق السياسية للأميركيين طبقة الفقر. كان هدفهم هو خلق مجتمع أكثر ديمقراطية «يضمن الحرية السياسية والأمن الاقتصادي والبدني والتعليم الوفير والحوافز للتنوع الثقافي الواسع». في حين أن المرحلة الأولى من SDS تشارك تنظيم الحرم الجامعي، المرحلة الثانية تشارك تنظيم المجتمع. دفعت هذه التجارب بعض أعضاء SDS إلى استنتاج أن التغيير الاجتماعي العميق لن يحدث من خلال تنظيم المجتمع والسياسة الانتخابية، وأن هناك حاجة إلى مزيد من التكتيكات الجذرية والتخريبية.
في أواخر الستينيات، تصاعد العمل العسكري للولايات المتحدة في جنوب شرق آسيا، خاصة في فيتنام. في الولايات المتحدة، كانت المشاعر المناهضة للحرب واضحة بشكل خاص خلال الانتخابات الرئاسية الأمريكية عام 1968
يمكن إرجاع أصول الارصاد الجوية إلى انهيار وتفتيت الطلاب من أجل مجتمع ديمقراطي بعد الانقسام بين أصحاب المناصب في SDS، أو «المكتب الوطني»، وأنصارهم وحزب العمال التقدمي (PLP). أثناء الصراع بين الفصائل، بدأ قادة المكتب الوطني مثل برناردين دورن ومايك كلونسكي في إعلان وجهات نظرهم الناشئة، ونشر كلونسكي وثيقة بعنوان «نحو حركة شبابية ثورية» (RYM).

عززت RYM فلسفة أن العمال الشباب يمتلكون القدرة على أن يكونوا قوة ثورية للإطاحة بالرأسمالية، إن لم يكن من تلقاء أنفسهم ثم بنقل الأفكار المتطرفة إلى الطبقة العاملة. عكست وثيقة كلونسكي فلسفة المكتب الوطني واعتمدت في نهاية المطاف كعقيدة SDS الرسمية. خلال صيف عام 1969، بدأ المكتب الوطني بالانقسام. أصبحت المجموعة التي يقودها كلونسكي تُعرف باسم RYM II، أما الجانب الآخر، RYM I، فقد قاده Dohrn وأيد تكتيكات أكثر عدوانية مثل العمل المباشر، حيث شعر بعض الأعضاء أن سنوات المقاومة اللاعنفية لم تفعل شيئًا يذكر أو لم تفعل شيئًا لوقف حرب فيتنام. يتعاطف الارصاد الجوية بقوة مع حزب النمر الأسود الراديكالي. دفعت مقتل النمر النمر هامبتون الشرطة الارصاد الجوية لإصدار إعلان الحرب على حكومة الولايات المتحدة. 

### اتفاقية SDS، يونيو 1969
في مؤتمر SDS في شيكاغو في 18 يونيو 1969، حاول المكتب الوطني إقناع المندوبين غير المنتسبين بعدم تأييد الاستيلاء على SDS من قبل التقدمي العمل الذي عبأ المؤتمر مع مؤيديهم. في بداية المؤتمر، تم تمرير ورقتي موقف من قِبل قيادة المكتب الوطني، إحداهما عبارة منقحة عن بيان RYM الخاص بـ Klonksy، والآخر بعنوان «أنت لا تحتاج إلى عالم جوي لمعرفة أي طريق تهب فيه الرياح». حددت الوثيقة الأخيرة موقف المجموعة التي ستصبح الارصاد الجوية. وقد وقعت عليها كارين آشلي، وبيل آيرز، وبرناردين دورن، وجون جاكوبس، وجيف جونز، وجيري لونج، وهوي ماتشنتر، وجيم ميلين، وتيري روبنز، ومارك رود، وستيف تابيس. دعت الوثيقة إلى إنشاء حزب ثوري سري. 
 إن المهمة الأكثر أهمية بالنسبة لنا نحو صنع الثورة، والعمل الذي ينبغي لمجموعيتنا المشاركة فيه، هو إنشاء حركة ثورية جماهيرية، والتي بدونها سيكون من المستحيل وجود حزب ثوري سري. تختلف الحركة الجماهيرية الثورية عن القاعدة الجماهيرية التحريرية التقليدية لـ «المتعاطفين». إنها أشبه بالحرس الأحمر في الصين، بناءً على المشاركة الكاملة ومشاركة الجماهير في ممارسة الثورة؛ حركة برغبة كاملة في المشاركة في النضال العنيف وغير القانوني. 
 في هذا المؤتمر، قام فصيل ويذرمان من الطلاب من أجل مجتمع ديمقراطي، والمخطط له في الفترة من 8 إلى 11 أكتوبر، باعتباره «حركة وطنية» مبنية على شعار جون جاكوبس «بإعادة الحرب إلى الوطن». نشأت الحركة الوطنية عن قرار صاغه جاكوبس وقدم في اجتماع المجلس الوطني SDS في أكتوبر 1968 في بولدر، كولورادو. القرار، المعنون «الانتخابات لا تعني الخراء - التصويت حيث تكون السلطة - قوتنا في الشارع» والتي تبناها المجلس، كان الدافع وراءه نجاح الاحتجاجات في المؤتمر الوطني الديمقراطي في أغسطس 1968 وعكس جاكوبس دعوة قوية للعمل المباشر.

كجزء من «طاقم العمل الوطني»، كان جاكوبس جزءًا لا يتجزأ من التخطيط لما أصبح يسمى سريعًا «أربعة أيام من الغضب». بالنسبة لجاكوبس، كان هدف «أيام الغضب» واضحًا: 
 كان ويذرمان قد دفع الحرب إلى أسفل على الحنجرة الفاشية الغبية وأظهر لهم، بينما كنا في ذلك، كم كنا أفضل منهم، من الناحية التكتيكية والاستراتيجية، كشعب. في حرب أهلية شاملة على فيتنام وغيرها من الإمبريالية الأمريكية الفاشية، كنا نعيد الحرب إلى الوطن. «حوّل حرب الامبرياليين إلى حرب أهلية»، على حد تعبير لينين. ونحن ذاهبون لركل الحمار. 
 في يوليو 1969، سافر 30 من قادة الارصاد الجوية إلى كوبا واجتمعوا بممثلي فيتنام الشمالية للاستفادة من تجربتهم الثورية. طلب الفيتناميون الشماليون القيام بعمل سياسي مسلح لوقف حرب الحكومة الأمريكية في فيتنام. بعد ذلك، قبلوا التمويل والتدريب والتوصيات بشأن التكتيكات والشعارات من كوبا، وربما المتفجرات كذلك.

### اتفاقية SDS، ديسمبر 1969
بعد أيام من أعمال الشغب، عقدت Weatherman آخر اجتماعاتها للمجلس الوطني في الفترة من 26 ديسمبر إلى 31 ديسمبر 1969 في فلينت، ميشيغان. اعتمد الاجتماع، الذي أطلق عليه 300 شخص حضروا «مجلس الحرب»، دعوة جاكوبس لثورة عنيفة. افتتح دوهر المؤتمر بإخبار المندوبين بأنهم بحاجة إلى التوقف عن الخوف والبدء في «الكفاح المسلح». خلال الأيام الخمسة المقبلة، التقى المشاركون في مجموعات غير رسمية لمناقشة معنى «الحركة السرية»، وأفضل السبل لتنظيم الجمعيات الجماعية، ومبررات العنف. في المساء، عاودت المجموعات المشاركة في «نشوة حربية» جماعية - ممارسة الكاراتيه، والمشاركة في التمارين البدنية، وغناء الأغاني، والاستماع إلى الخطب.
انتهى مجلس الحرب بكلمة رئيسية لجون جاكوبس. أدان جاكوبس «مسالمة» الشباب الأمريكي من الطبقة الوسطى، وهو الاعتقاد الذي ادعى أنهم صمدوه لأنهم كانوا معزولين عن العنف الذي أصاب السود والفقراء. تنبأ بثورة ناجحة، وأعلن أن الشباب كانوا يبتعدون عن السلبية واللامبالاة ونحو ثقافة جديدة عالية الطاقة تتمثل في «إعادة تمثيل الشخصية» الناجمة عن المخدرات والجنس والثورة المسلحة. وقال جاكوبس في بيانه الأكثر شيوعًا: «نحن ضد كل شيء» جيد ولائق «في أمريكا الصامتة». «سوف نحرق ونهب وتدمير. نحن حضانة كابوس والدتك.» 
جاء قراران رئيسيان من مجلس الحرب. الأول كان الخوض في الأرض، وبدء صراع مسلح عنيف ضد الدولة دون محاولة تنظيم أو حشد شريحة واسعة من الجمهور. يأمل الطقس تحت الأرض في إنشاء جمعيات تحت الأرض في المدن الرئيسية في جميع أنحاء البلاد. في الواقع، أنشأ فريق الارصاد الجوية في نهاية المطاف ثلاث مجموعات مهمة ونشطة فقط. واحد في كاليفورنيا وواحد في الغرب الأوسط وواحد في مدينة نيويورك. قاد فريق مدينة نيويورك فريق جاكوبس وتيري روبينز، وشمل تيد جولد، كاثي بودين، كاثي ويلكيرسون (صديقة روبنز)، وديانا أوتون. كان جاكوبس واحداً من أكبر مؤيدي روبنز، وضغط على فريق ويذرن للسماح لروبنز بأن يكون عنيفًا كما يريد. اتفقت القيادة الوطنية لويذرمان، كما فعلت مدينة نيويورك الجماعية. كان أول هدف جماعي هو القاضي جون مرتاج، الذي كان يشرف على محاكمة «النمر 21».
وكان القرار الرئيسي الثاني حل SDS. بعد صيف عام 1969 تفتيت SDS، ادعى أتباع الارصاد الجوية بوضوح أنفسهم القادة الحقيقيين SDS واحتفظوا بالسيطرة على المكتب الوطني SDS. بعد ذلك، فإن أي منشور أو ملصق أو شعار يحمل اسم «الطلاب من أجل مجتمع ديمقراطي» (SDS) كان في الواقع آراء وسياسة الارصاد الجوية، وليس من القائمة التي ينتخبها حزب العمال التقدمي. احتوى ويذرمان على الغالبية العظمى من الأعضاء السابقين في اللجنة الوطنية SDS، بمن فيهم مارك رود وديفيد جيلبرت وبرناردين دورن. كانت المجموعة، على الرغم من صغرها، قادرة على قيادة عباءة SDS وجميع قوائم عضويتها، ولكن مع الارصاد الجوية المسؤول لم يكن هناك دعم كبير أو معدوم من الفروع المحلية أو أعضاء المنظمة،  والفصول المحلية حل قريبا. في مجلس الحرب، قرر الارصاد الجوية إغلاق مكتب SDS الوطني، مما أنهى المؤسسة الرئيسية القائمة على الحرم الجامعي في الستينيات والتي كانت في ذروتها منظمة جماهيرية تضم 100000 عضو.

### أيديولوجية
كانت نظرية نظرية ويذرمان، كما هو موضح في وثيقتها التأسيسية، «لا تحتاج إلى عالم جوي لمعرفة أي طريقة تهب فيها الرياح»، أن «النضال الرئيسي الذي يدور في عالم اليوم هو بين الإمبريالية الأمريكية ونضال التحرير الوطني ضد إنها»،  استنادًا إلى نظرية لينين للإمبريالية، التي أوضحت لأول مرة في عام 1916 في الإمبريالية، أعلى مرحلة من الرأسمالية. في نظرية ويذرمان، فإن «الشعوب المضطهدة» هم مبدعو ثروة الإمبراطورية «، وهم ينتمون إليها». «يجب أن يكون هدف النضال الثوري هو السيطرة على هذه الثروة واستخدامها لمصلحة شعوب العالم المضطهدة.» «الهدف هو تدمير الإمبريالية الأمريكية وتحقيق عالم بلا طبقات: الشيوعية العالمية» 
تلعب الفيتنامية ودول العالم الثالث الأخرى، فضلاً عن شعوب العالم الثالث داخل الولايات المتحدة، دورًا طليعيًا. لقد حددوا شروط الصراع الطبقي في أمريكا  . .. "  يتمثل دور "حركة الشباب الثوري" في بناء منظمة مركزية للثوار، "حزب ماركسي لينيني" تدعمه حركة ثورية جماهيرية لدعم حركات التحرير الدولية و"فتح ساحة معركة أخرى للثورة".
كان الأساس النظري لحركة الشباب الثوري نظرة ثاقبة أن معظم السكان الأمريكيين، بمن فيهم كل من الطلاب و«الطبقة الوسطى» المفترضة، يتألفون، بسبب علاقتهم بأدوات الإنتاج، الطبقة العاملة،  يمكن توسيع الأساس التنظيمي لـ SDS، الذي بدأ في كليات النخبة وتم توسيعه ليشمل المؤسسات العامة مع نمو المنظمة، ليشمل الشباب ككل بمن فيهم الطلاب، والذين يخدمون في الجيش والعاطلين عن العمل. يمكن النظر إلى الطلاب على أنهم عاملون يكتسبون مهارات قبل التوظيف. يتناقض هذا مع وجهة نظر العمل التقدمي التي نظرت إلى الطلاب والعمال على أنهم في فئات منفصلة يمكن أن تتحد، ولكن لا ينبغي أن ينظموا بشكل مشترك.
أكد تحليل مكتب التحقيقات الفدرالي لتاريخ سفر المؤسسين والأتباع الأوائل للمنظمة على الاتصالات مع الحكومات الأجنبية، وخاصة الكوبيين والفيتناميين الشماليين وتأثيرها على أيديولوجية المنظمة. تم إبراز المشاركة في لواء Venceremos، وهو برنامج شارك فيه طلاب أميركيون يتطوعون للعمل في حصاد السكر في كوبا، كعامل مشترك في خلفية مؤسسي الطقس تحت الأرض، مع تأثير ثانوي للصين. استشهد كاثي بودين وبرناردين دورن بهذه التجربة باعتبارها تأثيرًا رئيسيًا على تطورهما السياسي.
أخذ تيري روبنز اسم المنظمة من كلمات أغنية بوب ديلان " Substranean Homesick Blues "،  التي تضمنت كلمات «أنت لست بحاجة إلى عالم جوي لمعرفة الطريقة التي تهب بها الرياح». تم نقل الكلمات في أسفل مقال مؤثر في صحيفة SDS، New Left Notes. باستخدام هذا العنوان، كان يعني Weathermen، جزئياً، أن يناشد قطاع الشباب الأمريكي الملهم للعمل من أجل العدالة الاجتماعية من خلال أغاني ديلان.
لطالما رأت جماعة الارصاد الجوية أن التشدد أصبح أكثر أهمية من الأشكال غير العنيفة للعمل المناهض للحرب، وأن المظاهرات القائمة على الحرم الجامعي تحتاج إلى أن تتخللها أعمال أكثر درامية، والتي كان لها القدرة على التدخل في الجيش الأمريكي والداخلي. جهاز الأمن. كان الاعتقاد هو أن هذه الأنواع من أعمال حرب العصابات الحضرية ستعمل كمحفز للثورة المقبلة. يبدو أن العديد من الأحداث الدولية تدعم بالفعل تأكيد الارصاد الجوية العام بأن الثورة العالمية كانت وشيكة، مثل الثورة الثقافية الصاخبة في الصين؛ ثورات 1968 طالب في فرنسا ومكسيكو سيتي وأماكن أخرى؛ ربيع براغ. رابطة الحقوق المدنية في أيرلندا الشمالية؛ ظهور منظمة توباماروس في أوروغواي؛ ظهور ثورة غينيا بيساو وحركات الاستقلال الماركسي المماثلة المماثلة في جميع أنحاء إفريقيا؛ وداخل الولايات المتحدة، بروز حزب النمر الأسود، إلى جانب سلسلة من «تمردات الحي اليهودي» في جميع أنحاء الأحياء السود الفقيرة في جميع أنحاء البلاد.
شعرنا أن عدم القيام بأي شيء في فترة من العنف القمعي هو في حد ذاته شكل من أشكال العنف. هذا هو الجزء الذي أعتقد أنه أصعب على الناس فهمه. إذا كنت تجلس في منزلك، تعيش حياتك البيضاء وتذهب إلى وظيفتك البيضاء، وتسمح للبلد الذي تعيش فيه بقتل الناس وارتكاب الإبادة الجماعية، وأنت تجلس هناك ولا تفعل أي شيء حيال ذلك. هذا، هذا عنف.
Naomi Jaffe
كان الارصاد الجوية منتقدين صريحين للمفاهيم التي أصبحت فيما بعد تعرف باسم «الامتياز الأبيض» (الموصوف باسم امتياز البشرة البيضاء) وسياسة الهوية. مع اشتداد حدة الاضطرابات المدنية في الأحياء الفقيرة السوداء في أوائل سبعينيات القرن العشرين، قال برناردين دورن: «على الشباب الأبيض اختيار الجانبين الآن. يجب أن يقاتلوا إلى جانب المضطهدين، أو أن يكونوا إلى جانب المضطهِدين.» 

### معاداة الإمبريالية، ومناهضة العنصرية، والامتياز الأبيض
أكد الطقس أن موقفهم اختلف عن بقية الحركة في ذلك الوقت، بمعنى أنهم توقعوا انتقاداتهم على فكرة أنهم شاركوا في «صراع ضد الإمبريالية ومعاداة العنصرية». وضع الطقس البروليتاريا الدولية في صلب نظريتهم السياسية. حذر ويذر من أن النظريات السياسية الأخرى، بما في ذلك تلك التي تتناول المصالح الطبقية أو اهتمامات الشباب، «لا بد أن تقود في اتجاه عنصري وشوفيني». استنكر ويذر النظريات السياسية الأخرى في ذلك الوقت بأنها «عنصرية موضوعية» إذا لم تنحاز إلى البروليتاريا الدولية ؛ وجادلوا بأن مثل هذه النظريات السياسية تحتاج إلى «تحطيم».
وزعم أعضاء «ويذر» أيضًا أن الجهود المبذولة في «تنظيم البيض ضد اضطهادهم المتصور» كانت «محاولات من جانب البيض للحصول على امتياز أكثر مما يستمدونه بالفعل من الرابطة الإمبريالية». سعت نظرية ويذر السياسية إلى جعل كل صراع صراعاً ضد الإمبريالية ومعاداة العنصرية ؛ من هذا المنطلق جاء استجوابهم للمفاهيم النقدية التي ستُعرف لاحقًا باسم «الامتياز الأبيض». كما يكتب المؤرخ دان بيرغر، أثار ويذر السؤال «ماذا يعني أن تكون شخصًا أبيض يعارض العنصرية والإمبريالية؟» 

### ممارسة
بعد وقت قصير من تشكيلها كمجموعة مستقلة، أنشأ ويذرمان لجنة مركزية، هي مكتب الطقس، الذي كلف كوادره بسلسلة من المجموعات الجماعية في المدن الكبرى. وشملت هذه المدن نيويورك، بوسطن، سياتل، فيلادلفيا، سينسيناتي، بوفالو، وشيكاغو، مقر المكتب الرئيسي لـ SDS. لقد استمدت المجموعات التي تم إنشاؤها في مكتب الطقس تصميمها من نظرية foco التي وضعها تشي جيفارا والتي ركزت على بناء خلايا صغيرة شبه مستقلة تسترشد بها قيادة مركزية.
في محاولة لتحويل أعضائها إلى ثوريين قاسيين ولتعزيز التضامن والتماسك، شارك أعضاء الجماعات في جلسات انتقادات مكثفة حاولت التوفيق بين أنشطتهم السابقة والحالية وفقًا لعقيدة الارصاد الجوية. كانت جلسات «النقد الذاتي» (وتسمى أيضًا "CSC" أو "Weatherfries") الجزء الأكثر إثارة للحزن في الحياة الجماعية. المستمدة من التقنيات الماوية، كان الغرض منه هو القضاء على النزعات العنصرية والفردية والشوفينية داخل أعضاء المجموعة. في أشد حالاتها، يتم توبيخ الأعضاء لمدة تصل إلى اثنتي عشرة ساعة أو أكثر دون توقف عن عيوبهم. كان الهدف من ذلك هو جعل أعضاء المجموعة يعتقدون أنهم، في أعماقيهم، من البيض المتفوقون من خلال تعريضهم لانتقادات مستمرة لكسرهم. كانت الجلسات تستخدم للسخرية والتسلط على أولئك الذين لم يوافقوا على خط الحزب وإجبارهم على القبول. ومع ذلك، نجحت الجلسات أيضًا في تطهير المخبرين المحتملين من صفوف الارصاد الجوية، مما جعلهم حاسمين لبقاء الارصاد الجوية كمنظمة سرية. كان الارصاد الجوية مصممًا أيضًا على تدمير «الفردية البرجوازية» بين الأعضاء التي من المحتمل أن تتداخل مع التزامهم بكل من الارصاد الجوية وهدف الثورة. تم التخلي عن الممتلكات الشخصية أو منحها للجماعية، مع استخدام الدخل لشراء احتياجات المجموعة والأعضاء الذين يعانون من ظروف المعيشة المتقشف. تم حظر وسائل الراحة التقليدية وتم تعظيم القيادة، مما منحهم سلطة هائلة على مرؤوسيهم (في بعض المجموعات، يمكن للقيادة أن تملي القرارات الشخصية مثل المكان الذي ذهب إليه المرء). تمارس فنون القتال وتورطت في أعمال مباشرة. وانتقدوا الزواج الأحادي، وأطلقوا حملة «تحطيم الزواج الأحادي»، والتي تم فيها تقسيم الأزواج (الذين اعتُبر حنونهم امتلاكًا غير مقبول أو معادي للثورة أو حتى أنانية)؛ خضعت المجموعات الجماعية للتناوب القسري لشركاء الجنس (بما في ذلك الادعاءات بأن بعض القادة الذكور تناوبوا النساء بين المجموعات من أجل النوم معهم) وفي بعض الحالات تورطوا في العربدة الجنسية. استمر هذا التكوين خلال عامي 1969 و1970 إلى أن أصبحت المجموعة تحت الأرض وتم تبني أسلوب حياة أكثر استرخاء حيث اندمجت المجموعة مع الثقافة المضادة.
قد تكون الحياة في المجموعات الجماعية صعبة للغاية على النساء، اللائي يشكلن حوالي نصف الأعضاء. تضمنت صحوتهم السياسية وعيًا متزايدًا بالتمييز على أساس الجنس، ولكنهم وجدوا في كثير من الأحيان أن الرجل كان يحتل موقع الصدارة في الأنشطة والمناقشات السياسية، حيث تشارك النساء غالبًا في الأعمال المنزلية، بالإضافة إلى العثور على أنفسهن محصورات في أدوار قيادية من الدرجة الثانية. لابد من التنصل من بعض المعتقدات السياسية النسوية أو كتمها، ويجب على النساء أن يثبتن، بغض النظر عن مؤهلاتهن السابقة، أنهن قادرات مثل الرجال على الانخراط في العمل السياسي كجزء من «كوادر النساء»، والتي كان يُعتقد أنها مدفوعة الإكراه القسري وفشل في تعزيز التضامن الحقيقي بين النساء. في حين أن السياسة الجنسية في الارصاد الجوية سمحت للنساء بتأكيد الرغبة واستكشاف العلاقات مع بعضهن البعض، إلا أنها جعلتهن عرضة للاستغلال الجنسي.

### تجنيد
استخدم الطقس وسائل مختلفة لتجنيد أعضاء جدد وإطلاق ثورة وطنية ضد الحكومة. يهدف أعضاء الطقس إلى تعبئة الناس للعمل ضد الزعماء الراسخين للأمة وأنماط الظلم التي كانت موجودة في أمريكا والخارج بسبب الوجود الأمريكي في الخارج. كما أنها تهدف إلى إقناع الناس بمقاومة الاعتماد على الامتيازات الممنوحة لهم والتمرد وحمل السلاح إذا لزم الأمر. وفقًا لـ الارصاد الجوية، إذا كان الناس يتسامحون مع الأفعال الظالمة للدولة، فقد أصبحوا متواطئين في تلك الأعمال. في البيان الذي جمعه بيل آيرز وبرناردين دورن وجيف جونز وسيليا سوجورن، بعنوان «براير فاير: سياسة مناهضة الإمبريالية الثورية»، أوضح ويذرمان أن نيتهم كانت تشجيع الناس وإثارة قفزات في الثقة والوعي في محاولة لإثارة الخيال وتنظيم الجماهير والانضمام إلى صراعات الناس اليومية بكل طريقة ممكنة.
في عام 1960، كان أكثر من ثلث سكان أمريكا أقل من 18 عامًا. يمهد عدد من المواطنين الشباب الطريق أمام ثورة واسعة النطاق ضد الهياكل المتصورة للعنصرية والتمييز الجنسي والكلاسيكية وعنف حرب فيتنام والتدخلات الأمريكية في الخارج. في حرم الجامعات في جميع أنحاء البلاد، أثار الغضب ضد ممارسات «المؤسسة» احتجاجًا سلميًا وعنيفًا. استهدف أعضاء الارصاد الجوية طلاب المدارس الثانوية والكليات، على افتراض أنهم سيكونون على استعداد للتمرد ضد الشخصيات الرسمية التي قمعتهم، بما في ذلك رجال الشرطة والمدراء ورؤسائهم. يهدف الطقس إلى تطوير جذور في الصراع الطبقي، ويستهدف الشباب من الطبقة العاملة البيضاء. أصبح الأعضاء الأصغر سناً في الطبقة العاملة محور جهد التنظيم لأنهم شعروا بالاضطهاد بشدة فيما يتعلق بالمسودة العسكرية، والوظائف ذات الأجور المنخفضة، والتعليم.
أصبحت المدارس مكانًا مشتركًا لتجنيد الحركة. في الإجراءات المباشرة، التي يطلق عليها جيلبريكس، قام أعضاء الطقس بغزو المؤسسات التعليمية كوسيلة لتجنيد طلاب المدارس الثانوية والكليات. كان الدافع وراء هذه الفاشيات هو اعتقاد المنظمة أن المدرسة كانت حيث كان الشباب يتعرضون للاضطهاد من قبل النظام وحيث يتعلمون تحمل أخطاء المجتمع بدلاً من الانتقام منهم. وفقًا لـ "Prairie Fire"، يتم توجيه الشباب، والإكراه، والتضليل، والاختلاط، وسوء الاستخدام في بيئة المدرسة. في المدارس أصبح شباب الأمة معزولين عن العمليات الحقيقية للتعلم عن العالم.
بدأت فصائل منظمة الارصاد الجوية في تجنيد الأعضاء من خلال تطبيق الاستراتيجيات الخاصة بهم. احتلت المجموعات النسائية مثل موتور سيتي وCell 16 زمام المبادرة في جهود التوظيف المختلفة. تحدثت روكسان دنبار أورتيز، عضوة في المجموعة 16 لتحرير المرأة المتطرفة عن أجندة التوظيف الشخصية لديها قائلة إنها تريد أن تغادر مجموعتهم في كل ركن من أركان البلاد وتُخبر النساء بالحقيقة، وتجنّد السكان المحليين، الفقراء ويعملون من فئة الناس، من أجل بناء مجتمع جديد.
يشرح بيرغر الجدل الدائر حول استراتيجيات التوظيف قائلاً: «كإستراتيجية تنظيمية، كانت أقل نجاحًا: كان شباب الطبقة العاملة البيضاء أكثر غربة من نظرائهم في ويذر، وحتى بعض المهتمين بالمجموعة تم إيقافهم بسبب ارتفاعها المبكر. jinks»  قوبلت أساليب التجنيد التي طبقها فريق الارصاد الجوية بالجدل لأن دعوتهم إلى السلاح أصبحت راديكالية بشدة وقيادة منظمتهم حصرية على نحو متزايد.

#### الدعاية المسلحة
في عام 2006، صرح دان بيرغر (كاتب وناشط ومنظم لمناهضة العنصرية منذ فترة طويلة)  أنه عقب المجموعة الأولى من التفجيرات التي أسفرت عن انفجار تاون هاوس في قرية جرينيتش، تبنت المنظمة نموذجًا جديدًا للعمل المباشر المبين في البيان New Morning، Changing Weather، الذي تخلى عن الهجمات على الناس. كان التغير في نظرة المنظمة في جزء كبير منه بسبب وفاة ويذرمان تيري روبنز في عام 1970، وديانا أوغتون وتيد جولد، وجميعهم من طلاب الدراسات العليا، في انفجار منزل قرية غرينتش. اشتهر تيري روبينز بين أعضاء المنظمة بسبب تطرفه وإيمانه بالعنف كعمل فعال.

وفقًا لدان بيرغر، تم اعتماد برنامج متطور نسبيًا من الدعاية المسلحة. كان هذا يتألف من سلسلة من التفجيرات التي استهدفتها الحكومة وأهداف الشركات ردا على أعمال إمبريالية وقمعية محددة. استخدمت قنابل زمنية صغيرة جيدة البناء، بشكل عام في فتحات التهوية في دورات المياه، والتي انفجرت في بعض الأحيان كانت الفراغات خالية. تم إصدار تحذيرات في الوقت المناسب وإصدار بيانات توضح سبب الإجراءات.

## الأنشطة الرئيسية

### هايماركت الشرطة التذكارية التفجير

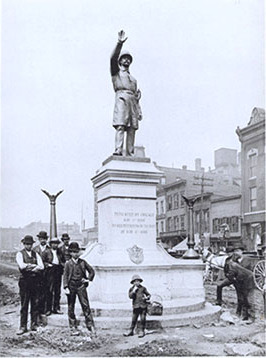
نصب الشرطة في ميدان هايماركت، الذي شوهد عام 1889

قبل وقت قصير من مظاهرات أيام الغضب في 6 أكتوبر 1969،  زرع ويثرمان قنبلة فجرت تمثالًا في شيكاغو تم بناؤه لإحياء ذكرى خسائر الشرطة التي تكبدتها في أعمال شغب هايماركت عام 1886. حطم الانفجار ما يقرب من 100 نافذة وقطعت أجزاء من التمثال على طريق كينيدي السريع أدناه. أعيد بناء التمثال وكشف النقاب عنه في 4 مايو 1970 (من قبيل الصدفة، في نفس اليوم الذي وقعت فيه مذبحة ولاية كنت)، ليتم نسفها بواسطة الارصاد الجوية مرة أخرى في 6 أكتوبر 1970. أعيد بناء التمثال مرة أخرى ونشر العمدة ريتشارد ج. دالي حارس شرطة يعمل على مدار 24 ساعة لحمايته،  ولكن تم تدمير التمثال مرة أخرى في المرة الثالثة. أعيد بناء النصب ويقع في مقر شرطة شيكاغو.

### «أيام الغضب»
كان أحد أول أعمال الارصاد الجوية بعد الانفصال عن SDS هو الإعلان عن احتضان «أيام الغضب» في ذلك الخريف. تم الإعلان عن هذا إلى «إعادة الحرب إلى الوطن!» أملاً في التسبب في فوضى كافية «لإيقاظ» الرأي العام الأمريكي مما اعتبروه تهاونًا تجاه دور الولايات المتحدة في حرب فيتنام، فإن الارصاد الجوية كان يعني أنها أكبر مظاهرة خلال العقد. قيل لهم من قبل كوادرهم الإقليمية أن يتوقعوا حضور الآلاف ؛ ومع ذلك، عندما وصلوا وجدوا بضع مئات فقط من الناس.
وفقًا لبيل آيرز في عام 2003، «كانت أيام الغضب محاولة للخروج عن معايير المسرح المقبول»، فهناك أشخاص مناهضون للحرب: قابلون للاحتواء، هامشي، يمكن التنبؤ به، وهنا المسار الصغير الذي يسيرون فيه للتظاهر، وهنا يمكن أن يدلوا ببيانهم الصغير. أردنا أن نقول، «لا ، ما سنفعله هو كل ما يتعين علينا القيام به لوقف العنف في فيتنام.»  لم تلبِ الاحتجاجات توقعات آيرز المعلنة.
على الرغم من أن مسيرة شيكاغو في 8 أكتوبر 1969 قد فشلت في جذب أكبر عدد ممكن من توقعات الارصاد الجوية، إلا أن المائتين أو ثلاثمائة الذين حضروا الشرطة المفاجئة قاموا بأعمال شغب عبر حي جولد كوست الثري. لقد حطموا نوافذ أحد البنوك ونوافذ العديد من السيارات. ركض الحشد أربع كتل قبل مواجهة حواجز الشرطة. اتهموا الشرطة ولكن اقتحموا مجموعات صغيرة ؛ أكثر من 1000 الشرطة للهجوم المضاد. كان العديد من المتظاهرين يرتدون خوذات الدراجات النارية أو كرة القدم، لكن الشرطة كانت مدربة تدريباً جيداً ومسلحة. تم استخدام كميات كبيرة من الغاز المسيل للدموع، وعلى الأقل قامت الشرطة مرتين بتشغيل سيارات فرقة في الغوغاء. استمرت أعمال الشغب حوالي نصف ساعة، أصيب خلالها 28 من رجال الشرطة. أطلقت الشرطة النار على ستة من رجال الشرطة وأصيب عدد غير معروف. تم القبض على 68 من مثيري الشغب.
لليومين المقبلين، لم تعقد الارصاد الجوية مسيرات أو احتجاجات. نظم أنصار حركة RYM II، بقيادة كلونسكي ونويل إجناتين، مسيرات سلمية أمام مبنى المحكمة الفيدرالية ومصنع الحصاد الدولي ومستشفى مقاطعة كوك. حدث أكبر حدث من أيام الغضب يوم الجمعة ، 9 أكتوبر، عندما قاد RYM II مسيرة بين الأعراق من 2000 شخص من خلال جزء الناطقة باللغة الإسبانية من شيكاغو.
في 10 أكتوبر، حاول ويذرمان إعادة تجميع صفوفهم واستئناف مظاهراتهم. تظاهر نحو 300 متظاهر في «لوب»، الحي التجاري الرئيسي في شيكاغو، وشاهده صف مزدوج من رجال الشرطة المدججين بالسلاح. قام المتظاهرون باختراق خطوط الشرطة فجأة وانتشروا في الحلقة، وحطموا نوافذ السيارات والمتاجر. وكانت الشرطة مستعدة، وعزلت بسرعة مثيري الشغب. في غضون 15 دقيقة، تم القبض على أكثر من نصف الحشد.
كلفت أيام الغضب شيكاغو وولاية إيلينوي بحوالي 183000 دولار (100000 دولار لتغطية نفقات الحرس الوطني، و35000 دولار كتعويض، و20000 دولار لتغطية النفقات الطبية لمواطن مصاب). وكان معظم قادة الارصاد الجوية وSDS الآن في السجن، وان الارصاد الجوية تضطر لدفع أكثر من 243,000 $ ل هم بكفالة.

### مجلس حرب فلينت
كان مجلس حرب فلينت سلسلة من اجتماعات منظمة ويذر أندر جراوند وشركاؤه في فلينت، ميشيغان، والتي عقدت في الفترة من 27-31 ديسمبر 1969. خلال هذه الاجتماعات، تم اتخاذ القرارات الخاصة بـ منظمة الطقس تحت الأرض للذهاب تحت الأرض  و«الانخراط في حرب العصابات ضد حكومة الولايات المتحدة.»  تم اتخاذ هذا القرار استجابةً للضغط المتزايد من قبل تطبيق القانون،  والاعتقاد بأن حرب العصابات السرية كانت أفضل طريقة لمحاربة الحكومة الأمريكية.
أثناء اجتماع مغلق لقيادة الطقس تحت الأرض ، اتخذ القرار أيضًا بإلغاء الطلاب من أجل مجتمع ديمقراطي. عكس هذا القرار انقسام SDS إلى فصائل منافسة معادية.

### هجمات احراق مدينة نيويورك
في 21 فبراير 1970، في حوالي الساعة 4:30   في صباح اليوم، انفجرت ثلاثة قنابل مولوتوف مملوءة بالبنزين أمام منزل قاضي المحكمة العليا في نيويورك جون مورتاج، الذي كان يترأس جلسات الاستماع لما يسمى بأعضاء «النمر 21» في حزب الفهود السود على مؤامرة لقصف معالم نيويورك والمتاجر. لم يصب القاضي مرتضى وعائلته بأذى، لكن تم تحطيم لوحين من نافذة أمامية، وحُرقت طنف خشبي متدلي، وتم تفحيم الطلاء على سيارة في المرآب. كُتبت "Free the Panther 21" و«Viet Cong won won» بأحرف حمراء كبيرة على الرصيف أمام منزل القاضي في 529 W. 217th Street في حي Inwood في مانهاتن. كان منزل القاضي يخضع لمراقبة الشرطة كل ساعة واتصلت امرأة مجهولة الهوية بالشرطة قبل دقائق قليلة من الانفجارات للإبلاغ عن العديد من المتجولين هناك، مما أدى إلى إرسال سيارة للشرطة على الفور إلى مكان الحادث.
في الساعات السابقة، ألقيت قنابل مولوتوف في الطابق الثاني من مكتبة القانون الدولي بجامعة كولومبيا في شارع 434 دبليو 116 وفي سيارة شرطة متوقفة عبر الشارع من مركز شرطة شارلز ستريت في ويست فيلادج في مانهاتن، وفي أكشاك تجنيد الجيش والبحرية في شارع نوستراند على الحافة الشرقية من حرم كلية بروكلين في بروكلين، مما تسبب في أي ضرر أو الحد الأدنى من الأضرار في حوادث غير معروفة لتلك التي في منزل القاضي مورتاج.
وفقًا للبيان الصادر في 6 ديسمبر 1970 «الطقس الجديد - الطقس المتغير»، تم توقيع بيان الطقس تحت الأرض الذي وقعه برناردين دورن ومذكرات كاثي ويلكيرسون 2007، قصف منزل القاضي مورتاج بالقنابل النارية تضامناً مع النمر 21، أربعة أعضاء من خلية نيويورك التي دمرت بعد أسبوعين من انفجار منزل 6 مارس 1970.

### غرينيتش قرية تاون هاوس الانفجار
في 6 مارس 1970، أثناء الاستعدادات لتفجير رقصة ضباط الصف في قاعدة الجيش الأمريكي في فورت ديكس ومكتبة بتلر في جامعة كولومبيا،  كان هناك انفجار في منزل آمن في قرية غرينتش عندما الديناميت المستخدمة في بناء قنبلة انفجرت قبل الأوان لأسباب غير معروفة. توفي أعضاء WUO ديانا أوتون، تيد جولد، وتيري روبينز في الانفجار. نجت كاثي ويلكيرسون وكاثي بودين دون أن تصاب بأذى. كان موقع انفجار القرية هو المقر السابق لمؤسس شركة ميريل لينش للسمسرة تشارلز ميريل ومنزل الطفلة ابنه الشاعر جيمس ميريل. لاحقا، قام الشاب ميريل بإحياء ذكرى هذا الحدث في قصيدته 18 غرب شارع 11، حيث كان العنوان هو عنوان تاون هاوس براونستون.
وذكر تقرير لمكتب التحقيقات الفيدرالي في وقت لاحق أن المجموعة كانت تمتلك ما يكفي من المتفجرات إلى «المستوى   ... كلا جانبي الشارع».

#### تغيير إستراتيجية تحت الأرض
بعد انفجار تاون هاوس في قرية غرينتش، في قرارات مجلس حرب فلينت في ديسمبر 1969، أصبحت المجموعة الآن تحت الأرض بشكل جيد، وبدأت في الإشارة إلى نفسها باسم منظمة الطقس تحت الأرض . في هذا المنعطف، تقلص WUO إلى حد كبير، وأصبح أقل مما كان عليه عند تشكيل لأول مرة. دمرت المجموعة بسبب فقدان أصدقائهم، وفي أواخر أبريل 1970، اجتمع أعضاء فريق Weathermen في كاليفورنيا لمناقشة ما حدث في نيويورك ومستقبل المنظمة. قررت المجموعة إعادة تقييم إستراتيجيتها، خاصة فيما يتعلق بإيمانهم المبدئي بقبول الإصابات البشرية، ورفضت أساليب مثل الاختطاف والاغتيالات.

في عام 2003، صرح أعضاء الطقس تحت الأرض في مقابلات أنهم يريدون إقناع الرأي العام الأمريكي بأن الولايات المتحدة مسؤولة حقًا عن الكارثة في فيتنام. بدأت المجموعة في الإضراب ليلا، وقصف المكاتب الفارغة، مع توجيه التحذيرات دائما مقدما لضمان إخلاء آمن. وفقًا لديفيد جيلبرت، الذي شارك في سرقة برينك عام 1981 التي أسفرت عن مقتل اثنين من ضباط الشرطة وحارس برينكز، وسُجن بتهمة القتل، «كان هدفهم هو عدم إيذاء أي شخص، والكثير من العمل في ذلك. لكننا أردنا اختيار الأهداف التي أظهرت للجمهور المسؤول عن ما يحدث بالفعل.»  بعد انفجار قرية غرينتش، في استعراض للفيلم الوثائقي الطقس تحت الأرض (2002)، أكد صحفي من الجارديان زعم الفيلم بأنه لم يُقتل أحد بسبب قنابل WUO.
كنا حريصين جدًا منذ اللحظة التي كنا فيها في المنزل على التأكد من أننا لن نؤذي أي شخص، ولم نؤذي أحداً أبدًا. كلما وضعنا قنبلة في مكان عام، اكتشفنا جميع أنواع الطرق لوضع الضوابط والتوازنات على الشيء وكذلك لإبعاد الناس عنه، وكنا ناجحين بشكل ملحوظ.
2003,بيل ايرز_

### إعلان الحرب
رداً على وفاة عضوين في Black Panther فريد هامبتون ومارك كلارك في ديسمبر 1969 أثناء غارة للشرطة، في 21 مايو 1970، أصدرت الطقس تحت الأرض " إعلان حرب " ضد حكومة الولايات المتحدة، وذلك باستخدام لأول مرة اسم جديد، " منظمة الطقس تحت الأرض (WUO)، تتبنى الهويات المزيفة، ومتابعة الأنشطة السرية فقط. تضمنت هذه في البداية استعدادات لتفجير رقصة ضباط عسكريين أمريكيين في فورت ديكس بولاية نيوجيرسي، فيما قال برايان فلاناجان إنه كان المقصود منه أن يكون "أفظع ضربة تعرضت لها حكومة الولايات المتحدة على أراضيها".
لقد عرفنا أن مهمتنا هي قيادة الأطفال البيض إلى ثورة مسلحة. لم نكن ننوي قضاء السنوات الخمس أو الخمس والعشرين القادمة من حياتنا في السجن. منذ أن أصبحت SDS ثورية، نحاول أن نوضح كيف يمكن التغلب على الإحباط والعجز الناتج عن محاولة إصلاح هذا النظام. يعرف الأطفال أن الخطوط رسمت: الثورة تمس كل حياتنا. لقد تعلم عشرات الآلاف أن الاحتجاجات والمسيرات لا تفعل ذلك. العنف الثوري هو السبيل الوحيد.
[[[79] Bernadine Dohrn _|[79] Bernadine Dohrn _]] ‏
صرح برناردين دورن لاحقًا أن وفاة فريد هامبتون هي التي دفعت «ويذر أندرغراوند» إلى إعلان الحرب على الحكومة الأمريكية.
لقد شعرنا أن قتل فريد يتطلب منا أن نكون أكثر خطورة وأخطر، وأكثر تصميما على رفع المخاطر وليس فقط الأشخاص البيض الذين قاموا برفع أيديهم عند قتل السود.
Bernadine Dohrn
في ديسمبر 1969، قامت إدارة شرطة شيكاغو، بالاشتراك مع مكتب التحقيقات الفيدرالي، بغارة على منزل النمر الأسود فريد هامبتون، حيث قتل هو ومارك كلارك، مع أربعة من الأشخاص السبعة الآخرين في الشقة. واتُهم جميع الناجين من الغارة بالاعتداء ومحاولة القتل. زعمت الشرطة أنهم أطلقوا النار دفاعًا عن النفس، على الرغم من وجود جدل عندما قدم الفهود والنشطاء الآخرون ومراسل صحيفة شيكاغو أدلة مرئية، وكذلك شهادة خبير في المقذوفات تابع لمكتب التحقيقات الفيدرالي، والتي تبين أن الفهود النائمين لم يقاوموا الاعتقال وأطلقت طلقة واحدة فقط، مقابل أكثر من مائة أطلقت الشرطة النار على الشقة. تم إسقاط التهم في وقت لاحق، وفازت أسر القتلى بتسوية قدرها 1.8 مليون دولار من الحكومة. اكتشف في عام 1971 أن هامبتون قد استهدف من قبل مكتب التحقيقات الفيدرالي في COINTELPRO. صحيح أن كلمات دوهرن، فإن هذا الحدث الوحيد، في السلسلة المستمرة من عمليات القتل العلني للزعماء السود من أي شريط سياسي، كان الزناد الذي دفع عددًا كبيرًا من ويذرمان وغيرهم من الطلاب الذين حضروا مؤخرًا المؤتمر الوطني الأخير لـ SDS في وقت سابق للذهاب تحت الأرض وتطوير شبكة الدعم اللوجستي على الصعيد الوطني.
في 21 أيار (مايو) 1970، صدر بلاغ من موقع الطقس تحت الأرض يعد بمهاجمة «رمز أو مؤسسة للظلم الأمريكي» في غضون أسبوعين. تضمن البيان تهكمًا تجاه مكتب التحقيقات الفيدرالي، وجرأهم لمحاولة العثور على المجموعة، التي كان أعضاؤها منتشرين في جميع أنحاء الولايات المتحدة. أبدت العديد من المنظمات اليسارية فضولها في البيان، وانتظرت لمعرفة ما إذا كان الفعل سيحدث في الواقع. ومع ذلك، فإن أسبوعين تمر دون أي وقوع. ثم في 9 يونيو 1970، وقع أول تفجير معترف به علنًا في مركز شرطة مدينة نيويورك،  قائلًا إنه «كان رداً غاضبًا على اغتيال سوليداد شقيق جورج جاكسون»،  الذي قتل مؤخرًا من قبل حراس السجن في محاولة للهروب. وضع مكتب التحقيقات الفيدرالي منظمة Weather Underground على قائمة المطلوبين العشرة بنهاية عام 1970.

### الحادثة في عام 1970
في 9 يونيو 1970، انفجرت قنبلة مصنوعة بعشرة عصي من الديناميت في 240 شارع سنتر، مقر إدارة شرطة مدينة نيويورك. وسبق الانفجار تحذير قبل التفجير بحوالي ست دقائق وتبعه مطالبة WUO بالمسؤولية.
في 23 يوليو 1970، وجهت هيئة محلفين فيدرالية كبرى في ديترويت الاتهام إلى 13 من أعضاء جماعة ويثرمن في مؤامرة قصف وطني، إلى جانب العديد من المتآمرين الذين لم يذكر اسمائهم. عشرة من الثلاثة عشر لديها بالفعل أوامر فدرالية معلقة.
في سبتمبر 1970، قبلت المجموعة دفع 20 ألف دولار من أكبر منظمة دولية لتوزيع العقاقير المخدرة، تسمى جماعة الإخوان المسلمين للحب الأبدي، لكسر داعية LSD تيموثي ليري من سجن في كاليفورنيا في سان لويس أوبيسبو، شمال سانتا باربرا، كاليفورنيا،  ونقله هو وزوجته إلى الجزائر، حيث انضم ليرى إلى إلدريدج كليفر. كما انتشرت الشائعات بأن الأموال قد تم التبرع بها من قبل مغنية شعبية معروفة عالميا في لوس أنجلوس أو من ذاكرة الفيل، والتي كانت فرقة جون لينون الاحتياطية في مدينة نيويورك وكانت عاملا في محاولة ترحيل لينون، الذي تبرع بكفالة المال للجماعات المتطرفة.
في أكتوبر 1970، تم وضع Bernardine Dohrn في قائمة FBI's Most Most Wanted.

### قصف البنتاغون
في 19 مايو 1972، وهو عيد ميلاد هو تشي مينه، وضع موقع الطقس تحت الأرضقنبلة في حمام النساء في جناح سلاح الجو في البنتاغون. تسببت الأضرار الناجمة عن الفيضانات التي دمرت أشرطة الكمبيوتر التي تحتوي على معلومات سرية. أشادت مجموعات متطرفة أخرى في جميع أنحاء العالم بالتفجير، الذي يتضح من الشباب الألماني الذين يحتجون على الأنظمة العسكرية الأمريكية في فرانكفورت. كان هذا «انتقاما من الغارة الأمريكية على هانوي».

### سحب الاتهامات
في عام 1973، طلبت الحكومة إسقاط التهم الموجهة إلى معظم أعضاء WUO. استشهدت الطلبات بقرار صدر مؤخراً عن المحكمة العليا في الولايات المتحدة والذي يمنع المراقبة الإلكترونية دون أمر من المحكمة. من شأن هذا القرار الصادر عن المحكمة العليا أن يعيق أي محاكمة في قضايا WUO. بالإضافة إلى ذلك، لم ترغب الحكومة في الكشف عن أسرار الاستخبارات الأجنبية التي تتطلبها المحاكمة. تمت إزالة Bernardine Dohrn من قائمة FBI's Most Most Wanted List في 7 ديسمبر 1973. كما هو الحال مع هيئات المحلفين الفيدرالية الكبرى السابقة التي استدعت ليزلي بيكون وستو ألبرت في قضية تفجير مبنى الكابيتول الأمريكي، كانت هذه التحقيقات تُعرف باسم «حملات صيد الأسماك»، حيث تم جمع الأدلة من خلال وظائف «الحقيبة السوداء» بما في ذلك فتحات البريد غير القانونية التي تضمنت مكتب التحقيقات الفيدرالي وخدمة البريد بالولايات المتحدة، عمليات السطو التي تقوم بها المكاتب الميدانية لمكتب التحقيقات الفيدرالي، والمراقبة الإلكترونية من قبل وكالة الاستخبارات المركزية ضد شبكة الدعم والأصدقاء وأفراد الأسرة في الطقس تحت الأرض كجزء من جهاز COINTELPRO من نيكسون.
تسببت هيئات المحلفين الكبرى هذه في استدعاء سيلفيا جين براون وروبرت جيلبارد وأعضاء المستقبل في مجموعة سياتل للطقس في سياتل وبورتلاند للتحقيق في واحد من أول (وأخير) أعضاء في اتحاد النقابات العالمي. بعد أربعة أشهر تم رفض القضايا. أدت القرارات في هذه الحالات مباشرة إلى الاستقالة اللاحقة لمدير مكتب التحقيقات الفيدرالي، ل. باتريك جراي، والاتهامات الفيدرالية لو . مارك فيلت أو «ديب ثروت» وإدوين ميلر والتي كانت، في وقت سابق، هي العامل الرئيسي لإزالة حالة «المطلوبين» الفدرالية ضد أعضاء قيادة الطقس تحت الأرض في عام 1973.

### المرج النار
بمساعدة من كلايتون فان ليديغراف، سعى موقع الطقس تحت الأرض إلى اتباع نهج أيديولوجي ماركسي لينيني أكثر إلى واقع ما بعد فيتنام. تعاون الأعضاء البارزون في الطقس تحت الأرض (بيل آيرز، وبرناردين دورن، وجيف جونز، وسيليا سوجورن) على الأفكار ونشروا بيانًا بعنوان: برايري فاير: سياسة مناهضة الإمبريالية الثورية.  جاء الاسم من اقتباس من ماو تسي تونغ، «شرارة واحدة يمكن أن تشعل النار في المرج». بحلول صيف عام 1974، ظهرت 5000 نسخة في المقاهي والمكتبات والمكتبات العامة في جميع أنحاء الصحف اليسارية الأمريكية أشادت بالبيان.
أثنى آبي هوفمان علانية على Prairie Fire واعتقد أنه ينبغي إعطاء كل أمريكي نسخة. بدأ تأثير البيان في تشكيل لجنة مكافحة الحرائق في برايري في العديد من المدن الأمريكية. ساعد مئات النشطاء فوق الأرض في تعزيز الرؤية السياسية الجديدة لـ الطقس تحت الأرض. في الأساس، بعد فشل «أيام الغضب» عام 1969 في إشراك الآلاف من الشباب في قتال الشوارع الهائل، تخلت «ويذر» عن معظم اليسار وقررت العمل كمجموعة معزولة تحت الأرض. حث Prairie Fire الناس على عدم «فصل الكفاح الجماهيري عن العنف الثوري». للقيام بذلك، أكد الطقس، كان للقيام بعمل الدولة. مثلما حدث في 1969-1970، ما زال «ويذر» يرفض نبذ العنف الثوري «لترك الناس غير مستعدين لمحاربة الدولة هو تضليلهم بجدية حول الطبيعة الحتمية لما ينتظرنا» ومع ذلك، فإن قرار بناء مجموعة سرية فقط تسبب في فقدان ووتر أندرغراوند لالتزامه بالكفاح الجماهيري وجعل التحالفات المستقبلية مع الحركة الجماهيرية صعبة وهشة. :76–77
بحلول عام 1974، أدرك ويذر هذا القصور وفي برايري فاير قام بتفصيل إستراتيجية مختلفة للسبعينيات تطالب كل من المنظمات الجماهيرية والسرية. يتمثل دور المنظمة السرية في بناء «الوعي بالعمل» وتمهيد الطريق لتنمية ميليشيا شعبية. في الوقت نفسه، فإن دور الحركة الجماهيرية (أي فوق الأرض Prairie Fire الجماعية) سوف يشمل دعم وتشجيع العمل المسلح. ووفقًا لـ «ويذر»، فإن مثل هذا التحالف «سيساعد في خلق» البحر «كي يسبح فيه المقاتلون». :76–77
وفقًا لبيل آيرز في أواخر سبعينيات القرن العشرين، انقسمت مجموعة ويذرمان إلى فصيلين   - المنظمة الشيوعية في 19 مايو وجماعة النار في المرج   - مع برناردين دورن وبيل آيرز في الأخير. فضلت جمعية براير فاير الجماعية الخروج من الاختباء وإنشاء حركة جماهيرية ثورية فوق الأرض. مع مواجهة معظم أعضاء WUO التهم الجنائية المحدودة (تم إسقاط معظم التهم من قبل الحكومة في عام 1973) ضدهم إنشاء منظمة فوق الأرض كان أكثر جدوى. استمرت المنظمة الشيوعية في 19 مايو في الاختباء كمنظمة سرية. كان من العوامل الحاسمة في خروج دورن من الاختباء مخاوفها بشأن أطفالها. بدأت فصيلة «براير فاير الجماعية» في الاستسلام للسلطات من أواخر السبعينيات إلى أوائل الثمانينيات. واصل أعضاء فريق الطقس تحت الأرض الباقين مهاجمة المؤسسات الأمريكية.

## COINTELPRO

### الحدث
في أبريل 1971، اقتحمت «لجنة المواطنين للتحقيق في مكتب التحقيقات الفيدرالي» مكتبًا لمكتب التحقيقات الفيدرالي في وسائل الإعلام، بنسلفانيا. سرقت المجموعة الملفات مع عدة مئات من الصفحات. تحتوي الملفات بالتفصيل على استهداف قادة الحقوق المدنية ومنظمات حقوق العمال والجماعات اليسارية عمومًا، وتضمنت توثيقًا لأعمال التخويف والتضليل من قِبل مكتب التحقيقات الفيدرالي، ومحاولات لتقليص الدعم الشعبي لتلك الحركات الشعبية. بحلول نهاية أبريل، كانت مكاتب مكتب التحقيقات الفيدرالي لإنهاء جميع الملفات التي تتعامل مع الجماعات اليسارية. كانت الملفات جزءًا من برنامج FBI يسمى COINTELPRO.
بعد أن تم حل COINTELPRO في عام 1971 من قبل J. Edgar Hoover،  واصل FBI مكافحة التجسس على مجموعات مثل الطقس تحت الأرض. في عام 1973، أنشأ مكتب التحقيقات الفيدرالي برنامج «تطوير المعلومات الخاصة المستهدفة»، حيث تم إرسال عملاء سريين لاختراق الطقس تحت الأرض. نظرًا للتكتيكات غير القانونية لعملاء مكتب التحقيقات الفيدرالي المشاركين في البرنامج، طلب محامو الحكومة إسقاط جميع التهم المتعلقة بالأسلحة والقنابل ضد الطقس تحت الأرض. كانت أكثر التكتيكات انتشارًا من بين هذه الأساليب هي «وظائف الحقيبة السوداء»، في إشارة إلى عمليات البحث التي أجريت في منازل أقارب ومعارف ويثرمان. لم تعد الطقس تحت الأرضمنظمة فارسة ويمكنها تسليم أنفسهم بأقل رسوم ممكنة ضدهم. بالإضافة إلى ذلك، التجسس الداخلي غير الشرعي التي أجرتها وكالة الاستخبارات المركزية بالتعاون مع مكتب التحقيقات الفيدرالي أيضا قلل من تداعيات قانونية للخبير الأرصاد الجوية تحول نفسها في.

### التحقيق والمحاكمة
بعد أن كشفت لجنة الكنيسة عن أنشطة مكتب التحقيقات الفيدرالي غير القانونية، تم التحقيق مع العديد من العملاء. في عام 1976، صرح جورج مارك فيلت، المدير السابق لمكتب التحقيقات الفيدرالي FBI علنا بأنه أمر بعمليات اقتحام وأن الأفراد الأفراد كانوا يطيعون الأوامر فقط ويجب ألا يعاقبوا على ذلك. وذكر فيلت أيضًا أن المدير بالنيابة ل. باتريك جراي قد أذن أيضًا بالاقتحام، لكن جراي أنكر ذلك. وقال فيلت في برنامج CBS التليفزيوني Face the Nation إنه من المحتمل أن يكون «كبش فداء» لعمل المكتب. وقال في البرنامج «أعتقد أن هذا له ما يبرره وسأفعله مرة أخرى غدا». وبينما اعترف بأن عمليات الاقتحام كانت «خارجة عن القانون»، إلا أنها بررتها بأنها تحمي «الصالح الأكبر». قال فيلت: «إن عدم اتخاذ إجراء ضد هؤلاء الأشخاص ومعرفة حدوث تفجير مسبق يعني ببساطة أن تثبت أصابعك في أذنيك وتحمي طبلة الأذن عند انفجارها ثم تبدأ التحقيق».
التحقيق مع المدعي العام في إدارة كارتر الجديدة، غريفين بيل، وفي 10 أبريل 1978، اتهمت هيئة المحلفين الفيدرالية الكبرى فيلت وإدوارد ميلر وغراي بالتآمر لخرق الحقوق الدستورية للمواطنين الأمريكيين من خلال البحث عن المنازل دون أوامر. لم ترفع القضية إلى المحاكمة وأسقطتها الحكومة بسبب نقص الأدلة في 11 ديسمبر 1980.
اتهمت لائحة الاتهام انتهاكات المادة 18، المادة 241 من قانون الولايات المتحدة. اتهام فيلت والآخرين "فعلوا بشكل غير قانوني، عن قصد، وبشكل مدروس، التآمر، والتحالف، والاتفاق مع بعضهم البعض لإصابة وقمع مواطني الولايات المتحدة الذين كانوا أقرباء ومعارف للهاربين الهاربين، في الأحرار ممارسة بعض الحقوق والامتيازات الممنوحة لهم بموجب قوانين الولايات المتحدة الأمريكية والتمتع بها. ؟ 
حاول فيلت وميلر التماس المساومة مع الحكومة، على استعداد للموافقة على جنحة مذنب لإجراء عمليات تفتيش دون أوامر قضائية - انتهاك 18 USC ثانية. 2236 - لكن الحكومة رفضت العرض في عام 1979. بعد ثمانية تأجيلات، أُحيلت القضية المرفوعة ضد فيلت وميلر للمحاكمة أمام محكمة مقاطعة الولايات المتحدة لمقاطعة كولومبيا في 18 سبتمبر 1980. في 29 أكتوبر / تشرين الأول، ظهر الرئيس السابق ريتشارد نيكسون كشاهد دحض للدفاع، وشهد أن الرؤساء منذ فرانكلين دي روزفلت قد سمحوا للمكتب بالمشاركة في عمليات اقتحام أثناء إجراء تحقيقات المخابرات الأجنبية ومكافحة التجسس.
كان هذا أول ظهور لنيكسون في قاعة المحكمة منذ استقالته عام 1974. ساهم نيكسون أيضًا بأموال لصندوق الدفاع القانوني فيلت، حيث تجاوزت نفقات فيلت القانونية أكثر من 600,000 دولار. أيضا شهادته كانت المدعين العامين السابق هربرت براونيل الابن، نيكولاس كاتزنباك، رامزي كلارك، جون N. ميتشل، وريتشارد G. كليندينست، وجميعهم قال التفتيش بدون في الأمن القومي كانت الأمور العادية وغير مفهومة غير قانوني، ولكن ميتشل ونفى كلايندينست أنهم سمحوا لأي من عمليات الاقتحام في المحاكمة.
أعادت هيئة المحلفين أحكامًا مذنبة في 6 نوفمبر 1980. على الرغم من أن التهمة تحمل عقوبة قصوى مدتها 10 سنوات في السجن، فقد تم تغريم فيلت بـ 5000 دولار. (تم تغريم ميلر 3500 دولار). في مقال نشرته صحيفة نيويورك تايمز بعد أسبوع من الإدانة، زعم روي كوهن أن فيلت وميلر كانا يستخدمان كبش فداء من قبل إدارة كارتر وأنه كان محاكمة غير عادلة. كتب كوهن أنها كانت «الحيلة القذرة الأخيرة» وأنه لم يكن هناك «دافع شخصي» لأفعالهم.
وحيا التايمز الإدانات، قائلة إنها أظهرت أن «القضية أثبتت أن الحماس ليس عذراً لانتهاك الدستور». استأنف فيلت وميلر الحكم، وتم العفو عنهما لاحقًا من قبل رونالد ريغان.

## تحلل
على الرغم من التغيير في وضعهم القانوني، ظل الطقس تحت الأرض لبضع سنوات أخرى. ومع ذلك، بحلول عام 1976 كانت المنظمة تتفكك. عقدت الطقس تحت الأرض مؤتمرا في شيكاغو يدعى Hard Times. كانت الفكرة هي إنشاء منظمة شاملة لجميع الجماعات المتطرفة. ومع ذلك، تحول الحدث إلى الحزن عندما اتهمت مجموعات من أصل لاتيني وبلاك فريق Weather Underground ولجنة النار في المرج بتقييد دورهما في القضايا العرقية. واجهت The Weather Underground اتهامات بالتخلي عن الثورة من خلال عكس أيديولوجيتها الأصلية.
زاد المؤتمر من الانقسامات داخل الطقس تحت الأرض. فضل أعضاء الساحل الشرقي الالتزام بالعنف وتحدي التزامات القادة القدامى وبرناردين دوهر وبيل آيرز وجيف جونز. ووجد هؤلاء الأعضاء الأكبر سناً أنهم لم يعودوا مسؤولين عن الملاحقة الفيدرالية بسبب الصنابير غير القانونية وأن عدم رغبة الحكومة في الكشف عن المصادر والأساليب كان يفضل إستراتيجية الانقلاب حيث سيكونون فوق «القادة الثوريين». يقول جيريمي فارون أنه بحلول عام 1977 تم حل WUO.
ظهر ماثيو ستين في الجزء الرئيسي من برنامج CBS '60 Minutes في عام 1976، وأجرى مقابلة مع مايك والاس حول سهولة إنشاء هوية مزيفة، وهي أول مقابلة سابقة لـ Weatherman على التلفزيون الوطني. (مستند البيت له تاريخ غير صحيح، تم بثه في 1 فبراير 1976 وكان العنوان معرف مزيف.)
قدرت الحكومة الفيدرالية أن 38 من سكان Weathermen فقط قد ذهبوا تحت الأرض في عام 1970، على الرغم من أن التقديرات تباينت على نطاق واسع، وفقًا لمجموعة متنوعة من المصادر الرسمية وغير الرسمية، بين 50 و600 عضو. تميل معظم المصادر الحديثة إلى عدد أكبر بكثير من مرجع مكتب التحقيقات الفيدرالي. كان تقدير مكتب التحقيقات الفيدرالي في عام 1976، أو بعد ذلك بقليل، لعضويته الحالية قد انخفض إلى 30 أو أقل.

### مؤامرة لتفجير مكتب سناتور كاليفورنيا
في نوفمبر 1977، تم القبض على خمسة أعضاء WUO بتهمة التآمر لتفجير مكتب عضو مجلس الشيوخ عن ولاية كاليفورنيا جون بريغز. وقد تم الكشف لاحقًا عن أن مكتب التحقيقات الفيدرالي (FBI) قد تسلل إلى اللجنة الثورية وشركة PFOC لمدة ست سنوات تقريبًا. خسر ريتشارد جيانوتي، عميل مكتب التحقيقات الفيدرالي وويل ريغان، غطاءهما في نوفمبر / تشرين الثاني عندما احتاج القضاة الفيدراليون إلى شهادتهم لإصدار أوامر بتوقيف كلايتون فان ليديغراف وأربعة أشخاص من «ويذر». وكانت الاعتقالات نتيجة للتسلل. واعترفت كل من أعضاء اتحاد النقابات العالمي جوديث بيسيل وتوماس جاستن وليزلي مولين ومارك كورتيس بالذنب فيما ذهب كلايتون فان ليديغراف، الذي ساعد في كتابة بيان برايري فاير لعام 1974، إلى المحاكمة.
خلال عامين، تحول العديد من الأعضاء إلى أنفسهم بعد الاستفادة من العفو الذي أصدره الرئيس جيمي كارتر عن المتهربين من الخدمة. سلم مارك رود نفسه للسلطات في 20 يناير 1978. تم تغريم رود بمبلغ 4000 دولار وتلقى عامين تحت المراقبة. قام برناردين دورن وبيل آيرز بتسليم أنفسهم في 3 ديسمبر 1980، في نيويورك، بتغطية إعلامية كبيرة. تم إسقاط التهم عن آيرز. تلقى Dohrn تحت المراقبة لمدة ثلاث سنوات وغرامة قدرها 15000 دولار.

### حافة السرقة
بقي بعض الأعضاء تحت الأرض وانضموا إلى الجماعات المتطرفة المنشقة. ذكرت حكومة الولايات المتحدة أنه بعد سنوات من حل «ويذر أندر جراوند»، انضم ثلاثة أعضاء سابقين، كاثي بودين، جوديث أليس كلارك، وديفيد جيلبرت، إلى المنظمة الشيوعية في 19 مايو، وفي 20 أكتوبر 1981 في نانويت، نيويورك، المجموعة ساعد جيش التحرير الأسود على سرقة شاحنة مدرعة برينكس تحتوي على 1.6 مليون دولار. كانت السرقة عنيفة، مما أسفر عن مقتل ثلاثة أشخاص من بينهم ويفرلي براون، أول ضابط شرطة أسود في قوة شرطة نياك.
وأدين بودين وكلارك وجيلبرت وحُكم عليهم بالسجن لفترات طويلة. أدرجتهم تقارير وسائل الإعلام كأعضاء سابقين في Weatherman Underground  نظروا في «اللحظات الأخيرة» في Weather Underground. وصف الفيلم الوثائقي الطقس تحت الأرض الحطام والسرقة بأنها «نهاية غير رسمية» لمدينة الطقس تحت الأرض.

### 19 مايو المنظمة الشيوعية
واصل أعضاء «ويذر أندر جراوند» المشاركين في تحالف المنظمة الشيوعية في 19 مايو مع جيش التحرير الأسود في سلسلة من فترات الاستراحة في السجون والسطو المسلح والتفجيرات حتى تم القبض على معظم الأعضاء في عام 1985 وحُكم عليهم كجزء من سرقة برينكس وقضية مؤامرة المقاومة.

## ائتلافات مع غير أعضاء WUO
طوال سنوات العمل السرية، عمل أعضاء Weather Underground عن كثب مع نظرائهم في المنظمات الأخرى، بما في ذلك جين ألبرت، لجذب الانتباه إلى أعمالهم الإضافية للصحافة. ساعدت ويذرمان على تحقيق هدفها الرئيسي المتمثل في الإطاحة بالحكومة الأمريكية من خلال كتاباتها. ومع ذلك، كانت هناك توترات داخل المنظمة، نتجت عن بيانها الشهير، «حق الأم»، الذي دعا على وجه التحديد الأعضاء الإناث في المنظمة إلى التركيز على قضيتهم الخاصة بدلاً من الأسباب المعادية للإمبريالية. بعد ذلك كتب أعضاء Weather ردًا على بيانها.

## ميراث
ويضم أعضاء معروفة على نطاق واسع من تحت الأرض الطقس كاثي بودان، ليندا سو إيفانز، بريان فلاناغان، ديفيد جيلبرت، تيد الذهب، نعومي جاف، جيف جونز، جو كيلي، ديانا وتون، إليانور راسكين، تيري روبينز، كافة رود، ماثيو ستين، سوزان ستيرن، لورا وايتهورن، كاثي ويلكيرسون، والزوجين اللذين ما زالا متزوجين برناردين دوهر وبيل آيرز. لقد نجح معظم رواد Weathermen السابقين في الاندماج في المجتمع السائد، دون أن يتنصلوا بالضرورة من نواياهم الأصلية.
تمت الإشارة إلى الطقس تحت الأرض في وقتها الخاص وبعد ذلك كمجموعة إرهابية من خلال مقالات في New York Times وUnited Press International وTime. تندرج المجموعة أيضًا تحت إشراف فرقة العمل التابعة لشرطة مكافحة الإرهاب التابعة لمكتب التحقيقات الفيدرالي (FBI) في مدينة نيويورك، وهي رائدة في فرقة العمل المشتركة لمكافحة الإرهاب التابعة لمكتب التحقيقات الفيدرالي (FBI). يشير مكتب التحقيقات الفيدرالي (FBI) في خبر إخباري صدر عام 2004 بعنوان "Byte Out of History" نشر على موقعه على الإنترنت، إلى أن المنظمة كانت «جماعة إرهابية محلية» لم تعد مصدر قلق نشط. اعترض آخرون على التصنيف «الإرهابي»، وبرروا تصرفات الجماعة كرد مناسب على ما وصفته «بالأنشطة الإرهابية» للحرب ضد فيتنام والعنصرية المحلية واغتيالات القادة السود.
في كتابه عام 2001 عن تجاربه في Weatherman، أعلن بيل آيرز اعتراضه على وصف WUO بأنه إرهابي. كتب آيرز: «الإرهابيون يرهبون، فهم يقتلون المدنيين الأبرياء، بينما نحن منظمون ومثيرون. الإرهابيون يدمرون بشكل عشوائي، بينما تحملت أفعالنا، كما كنا نأمل، الطابع الدقيق للماس المقطوع. الإرهابيون يخيفون، بينما نهدف فقط إلى التثقيف. لا، نحن لسنا إرهابيين.»  دان بيرغر، في كتابه عن Weatherman، الخارجين على القانون في أمريكا، يؤكد أن المجموعة «تجنبت عن قصد وبنجاح إصابة أي شخص  . .. حربها ضد الممتلكات تعني أن WUO لم تكن منظمة إرهابية.» 
كانت أواخر الستينيات وأوائل السبعينيات من الأوقات العصيبة، حيث أرجع مكتب التحقيقات الفيدرالي 1500 تفجير في عام 1972 فقط إلى «الاضطرابات المدنية» التي قامت بها الجماعات المتطرفة. ستعلن «ويذر أندر جراوند» مسؤوليتها عن ما مجموعه حوالي 24 تفجيرا. تنتقد الملاحظة التي مفادها أن «ويذر أندر جراوند» لم يهاجم أو يلحق أي أذى مطلقًا، والممتلكات المستهدفة فقط، من قِبل البعض الذين أشاروا إلى القنابل التي تسببت في انفجار منزل قرية غرينتش، والذي كان من الممكن استخدامه لإلحاق الأذى بالناس إذا لم ينفجروا قبل الأوان. وقال عضو سابق في «ويذر أندرراوند» مارك رود، الذي استذكر عام 2005 حول هذا الانفجار ،:
في صباح يوم 6 مارس 1970، كان ثلاثة من رفاقي يصنعون قنابل أنبوبية مملوءة بالديناميت والأظافر، متجهة إلى رقصة ضباط الصف وتواريخهم في فورت ديكس، نيوجيرسي، في تلك الليلة. ما زالت تحاول «إعادة الحرب إلى الوطن»، كانت قنابلها مرايا فجة للأسلحة المضادة للأفراد التي كانت الولايات المتحدة تمطرها على الهند الصينية. نتحدث عن اللاعنف باعتباره الاستراتيجية الوحيدة الممكنة للفوز. لكن هدفنا هو حركة الأغلبية لإنهاء الحرب والظلم العالمي. أعتقد أن هذا الشيء ممكن في هذا البلد. من تجربتي الخاصة، أعلم أن الشعب الأمريكي لا يرى أي تمييز بين العنف ضد الممتلكات والعنف ضد البشر. العنف السياسي فئة غير موجودة: إنه مجرد عنف، يُعرَّف بأنه مجرم أو مجنون أو كليهما. هذا وضع سيء للغاية لتضع نفسك فيه. انها مضمونة الفشل. بعد The Townhouse، عندما تحولت إلى قصف أهداف رمزية مثل مكاتب الشركات الفارغة، لم تجعلنا أقل عزلة. كما يمكن أن يكون للعنف التعبير عن الذات معنى مثاليًا ؛ كنشاط سياسي لبناء حركة، لا شيء على الإطلاق. إضافة إلى ذلك، ستفوز الحكومة الأمريكية دائمًا باختبار لمن يمكنه القيام بأكبر قدر من العنف.
مدفوعًا جزئيًا بالمزاعم التي قدمها المخبرون العاملون في مكتب التحقيقات الفيدرالي داخل ويذر أندرو، عُقدت هيئة محلفين كبرى في عامي 2001 و2009 للتحقيق فيما إذا كانت ويذر أندر جراوند مسؤولة عن تفجير محطة شرطة سان فرانسيسكو، التي أصيب فيها ضابط بجروح قاتلة، واحد مشوه وثمانية آخرين أصيبوا بشظايا قنبلة أنبوبية. في النهاية، تم استنتاج أن أعضاء جيش التحرير الأسود، الذين ينتسب إليهم أعضاء WUO أثناء وجودهم تحت الأرض، مسؤولون عن ليس فقط هذا العمل، ولكن أيضًا قصف مركز شرطة آخر في سان فرانسيسكو، فضلاً عن قصف جنازة الكنيسة الكاثوليكية ضابط الشرطة الذي قتل في تفجير بارك بريسينت في أوائل صيف عام 1970.
في عام 2001، نُقل عن بيل آيرز في مقابلة مع صحيفة نيويورك تايمز يقول «أنا لست نادما على وضع القنابل»،  لكنه ادعى منذ ذلك الحين أنه تم اقتباسه بطريقة خاطئة. خلال الحملة الانتخابية الرئاسية لعام 2008، شكك العديد من المرشحين في اتصالات باراك أوباما مع آيرز، بما في ذلك هيلاري كلينتون،  جون ماكين وسارة بالين. ورد آيرز في ديسمبر 2008، بعد فوز أوباما في الانتخابات، في مقال افتتاحي في صحيفة نيويورك تايمز :
لقد ارتكبنا أعمال رمزية للتخريب الشديد موجهة إلى آثار الحرب والعنصرية، والهجمات على الممتلكات، وليس على الناس أبدًا، تهدف إلى احترام الحياة البشرية ونقل الغضب والتصميم على إنهاء حرب فيتنام ... مسؤولية المخاطر التي شكلناها للآخرين في بعض أقسى أعمالنا في تلك السنوات السرية لم تترك أفكاري لفترة طويلة. إن الحركة المناهضة للحرب بكل التزامها، بكل تضحياتها وتصميمها، لم تستطع وقف العنف الذي شنه فيتنام. وهنا يكمن سبب الأسف الحقيقي.
قال مارك رود، وهو الآن مدرس للرياضيات في كلية سنترال نيو مكسيكو المجتمعية، إنه لا يتحدث علنًا عن تجاربه لأنه «يخلط بين المشاعر والذنب والعار..»..
هذه أشياء لست فخورًا بها، وأجد صعوبة في التحدث عنها علنًا وتجاهل ما هو صحيح من الخطأ. أعتقد أن هذا الجزء من ظاهرة ويثرمان كان على صواب هو فهمنا لمكانة الولايات المتحدة في العالم. كانت هذه المعرفة أننا لا نستطيع التعامل معها ؛ كان كبير جدا. لم نكن نعرف ماذا نفعل. بطريقة ما زلت لا أعرف ماذا أفعل بهذه المعرفة. لا أعرف ما الذي يجب القيام به الآن، وما زال يأكلني تمامًا كما كان يفعل قبل 30 عامًا.
فصيل من الطقس تحت الأرض مستمر حتى اليوم باسم لجنة تنظيم النار في المرج. موقعهم الرسمي على ما يلي:
نحن نعارض الاضطهاد بجميع أشكاله بما في ذلك العنصرية، التمييز الجنسي، رهاب المثلية، الكلاسيكية والإمبريالية. نحن نطالب بالتحرير والعدالة لجميع الشعوب. نحن ندرك أننا نعيش في نظام رأسمالي يفضل قلة مختارة ويضطهد الأغلبية. لا يمكن إصلاح هذا النظام أو التصويت عليه خارج المكتب لأن الإصلاحات والانتخابات لا تتحدى الأسباب الأساسية للظلم. <المرجع>  خطأ لوا في وحدة:Webarchive على السطر 335: attempt to concatenate field 'host' (a nil value). </ref>
يدعم الموقع كذلك العصيان المدني اللاعنفي والعمل المباشر:
كما نحترم حق الناس في خوض الكفاح المسلح ضد الاستعمار من أجل تحرير الشعوب المضطهدة. هذا يتوافق مع قرارات الجمعية العامة للأمم المتحدة واتفاقية جنيف، التي تعترف بأن الجريمة هي الاستعمار وليس النضال من أجل التحرير.

### المنشورات الحكومية
- الولايات المتحدة الامريكانية. الكونغرس. مجلس الشيوخ. لجنة القضاء. اللجنة الفرعية للتحقيق في إدارة قانون الأمن الداخلي وقوانين الأمن الداخلي الأخرى (1974). النشاط الإرهابي: جلسات استماع أمام اللجنة الفرعية للتحقيق في إدارة قانون الأمن الداخلي وقوانين الأمن الداخلي الأخرى، للجنة القضاء، مجلس الشيوخ الأمريكي، الكونغرس الثالث والتسعون، الدورة الثانية. الجزء 2، داخل حركة ويثرمان. واشنطن، العاصمة: مكتب الطباعة التابع للحكومة الأمريكية.
- الولايات المتحدة الامريكانية. الكونغرس. مجلس الشيوخ. لجنة القضاء. اللجنة الفرعية المعنية بالتحقيق في إدارة قانون الأمن الداخلي وقوانين الأمن الداخلي الأخرى للجنة القضاء، مجلس الشيوخ الأمريكي، المؤتمر الرابع والتسعون، الدورة الأولى (1975). الطقس تحت الأرض. واشنطن، العاصمة: مكتب الطباعة التابع للحكومة الأمريكية.
- "FBI files: Weather Underground Organization (Weathermen)". مؤرشف من الأصل في 2019-11-02.
- "WUO communiqués and other documents". SDS-60s.Org. مؤرشف من الأصل في 2019-09-11. اطلع عليه بتاريخ 2011-01-18.
- النص الكامل ل "Harold Jacob's Weatherman (PDF format)" (PDF). SDS-60s.Org. مؤرشف من الأصل (PDF) في 2018-07-27. اطلع عليه بتاريخ 2011-01-18.
- Machtinger, Howard (18 فبراير 2009). "You Say You Want a Revolution". In These Times. مؤرشف من الأصل في 2019-08-27. اطلع عليه بتاريخ 2011-01-18. {{استشهاد ويب}}: استعمال الخط المائل أو الغليظ غير مسموح: |ناشر= (مساعدة)
- Rudd, Mark (2008). "The Death of SDS". MarkRudd.com. مؤرشف من الأصل في 2017-11-12. اطلع عليه بتاريخ 2011-01-18.
- "Prairie Fire". Prairie Fire Organizing Committee (1975–present). مؤرشف من الأصل في 2019-09-13. اطلع عليه بتاريخ 2011-01-19.
- "Weatherman (Weather Underground Organization, WUO), 1969-77". مؤرشف من الأصل في 2010-07-26. اطلع عليه بتاريخ 2011-01-18. History, critics, books online

### فيلم وفيديو
- "The Weather Underground  [لغات أخرى]‏ (2002)". Documentary directed and produced by Sam Green, Bill Siegel and Carrie Lozano. {{استشهاد بدورية محكمة}}: الاستشهاد بدورية محكمة يطلب |دورية محكمة= (مساعدة)
- تحت الأرض (1976). وثائقي من إخراج إميل دي أنطونيو وهاسكل ويكسل وماري لامبسون.
- الشركة التي تحتفظ بها (2012). الخيال من إخراج روبرت ريدفورد.

### خيال
- Bushell، Agnes (1990). Local deities: a novel. Willimantic, CT : New York, NY: Curbstone Press ; Distributed to the trade by the Talman Co. ISBN:0915306824.{{استشهاد بكتاب}}:  صيانة الاستشهاد: التاريخ والسنة (link)  Bushell، Agnes (1990). Local deities: a novel. Willimantic, CT : New York, NY: Curbstone Press ; Distributed to the trade by the Talman Co. ISBN:0915306824.  Bushell، Agnes (1990). Local deities: a novel. Willimantic, CT : New York, NY: Curbstone Press ; Distributed to the trade by the Talman Co. ISBN:0915306824.
- Gordon، Neil (2003). The company you keep. New York: Viking. ISBN:0670032182. مؤرشف من الأصل في 2022-06-03.{{استشهاد بكتاب}}:  صيانة الاستشهاد: التاريخ والسنة (link)  Gordon، Neil (2003). The company you keep. New York: Viking. ISBN:0670032182.  Gordon، Neil (2003). The company you keep. New York: Viking. ISBN:0670032182.